# Straatmeubilair

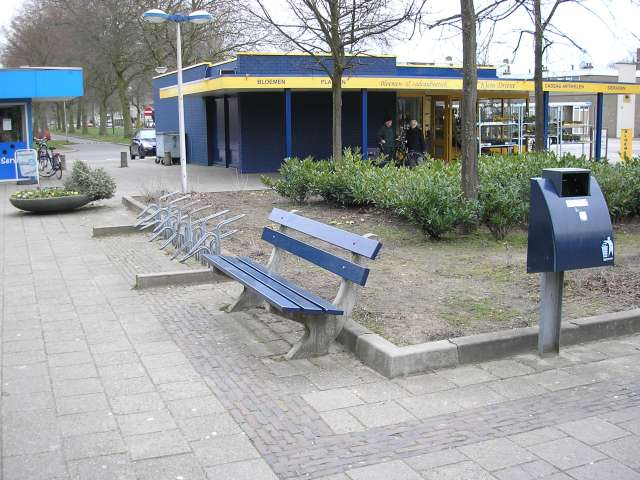
Straatmeubilair: Prullenbak, lantaarn, zitbank, fietsenrek, bloembak en paaltjes

Onder straatmeubilair of wegmeubilair verstaat men voorwerpen die in de openbare ruimte staan zoals verkeerszuilen, hectometerpaaltjes, afvalcontainers, prullenbakken, banken, urinoirs, verlichting, parkeerautomaten. Ook sommige groenvoorzieningen, wegaanduidingen en richtingaanwijzers, verkeersborden en wegmarkeringen worden er toe gerekend.
De gemeente is verantwoordelijk voor het straatmeubilair in de kommen en op die wegen die binnen haar verantwoordelijkheid vallen. De andere vallen onder Rijkswaterstaat, ANWB en de provincie.
Het straatmeubilair kan bedoeld zijn als service aan de gebruiker van de publieke ruimte of om het gebruik daarvan te beïnvloeden. Er is ook straatmeubilair ter verfraaiing, zoals bloembakken, kunstwerken of vlaggenmasten.